# أيام كلب
أيام كلب هو فيلم من نوع دراما أُصدر في 2001. الفيلم من إخراج أولريتش سيدل، أما السيناريو فكان من كتابة أولريتش سيدل وفيرونيكا فرانز.

## القصة
تقع أحداث الفيلم في فيينا.

## طاقم التمثيل
- كلوديا مارتيني  [لغات أخرى]‏
- جورج فريدريك
- فرانشيسكا ايز
- ماريا هوستاتير

## وصلات خارجية
- أيام كلب على موقع IMDb (الإنجليزية)
- أيام كلب على موقع ميتاكريتيك (الإنجليزية)
- أيام كلب على موقع روتن توميتوز (الإنجليزية)
- أيام كلب على موقع نتفليكس (الإنجليزية)
- أيام كلب على موقع ألو سيني (الفرنسية)
- أيام كلب على موقع Turner Classic Movies (الإنجليزية)
- أيام كلب على موقع أول موفي (الإنجليزية)
- أيام كلب على موقع فيلمافينيتي (الإسبانية)
- أيام كلب على موقع قاعدة بيانات الأفلام السويدية (السويدية)
- أيام كلب على موقع قاعدة بيانات الفيلم (الإنجليزية)